# فرنسيس دبليو. كيركهام
فرنسيس دبليو. كيركهام (بالإنجليزية: Francis W. Kirkham)‏ هو مؤرخ أمريكي، ولد في 6 يناير 1877، وتوفي في 14 سبتمبر 1972.